# Gymnadenia widderi
La nigritella di Widder (Gymnadenia widderi (Teppner & E.Klein) Teppner & E.Klein, 1998) è una pianta della famiglia delle Orchidacee.

## Etimologia
Il nome generico (Gymnadenia) deriva da due parole greche: gymnos (= nudo) e adèn (= ghiandola) e deriva dal fatto che i retinacoli (le estremità nettarifere con ghiandole vischiose per far aderire il polline agli insetti pronubi) non sono racchiusi nelle borsicole ma sono praticamente “nude”. Il termine (nigritella), deriva dal latino e si riferisce al colore scuro dei fiori della specie tipo (Nigritella nigra, ora Gymnadenia nigra). Il secondo nome specifico (widderi) è in onore del botanico austriaco Felix Joseph Widder (1892–1974).
In lingua tedesca questa pianta si chiama Widders Männertreu; in lingua francese si chiama Nigritelle de Widder.

## Descrizione
È una pianta erbacea alta da 5 a 20 cm. La forma biologica è geofita bulbosa (G bulb), ossia è una pianta perenne che porta le gemme in posizione sotterranea. Durante la stagione avversa non presenta organi aerei e le gemme si trovano in organi sotterranei chiamati bulbi o tuberi, strutture di riserva che annualmente producono nuovi fusti, foglie e fiori. È un'orchidea terrestre in quanto contrariamente ad altre specie, non è “epifita”, ossia non vive a spese di altri vegetali di maggiori proporzioni.

### Radici
Le radici sono di tipo fascicolato e secondarie da bulbo, e sono posizionate nella parte superiore dei bulbi.

### Fusto
- Parte ipogea: la parte sotterranea del fusto è composta da alcuni piccoli bulbi ovoidali a forma digitato-lobata le cui funzioni sono quelle di alimentare la pianta, ma anche di raccolta dei materiali nutritizi di riserva.
- Parte epigea: la parte aerea del fusto è breve, semplice ed eretta. La sua superficie è striata e la sezione è angolosa.

### Foglie
- Foglie basali: sono poche ed hanno una forma lineare-graminiforme; sono scanalate longitudinalmente.
- Foglie cauline: sono progressivamente ridotte a delle squame patenti simili a brattee.

### Infiorescenza
L'infiorescenza è una breve spiga terminale con una forma ovoide (o sub-ovoide) o anche emisferica con molti piccoli fiori appressati e non contorti sull'asse (il labello si trova nella posizione originaria superiore). I fiori si trovano alle ascelle di brattee lunghe quanto i fiori stessi o anche di più.

### Fiore
I fiori sono ermafroditi ed irregolarmente zigomorfi, pentaciclici (perigonio a 2 verticilli di tepali, 2 verticilli di stami (di cui uno solo fertile – essendo l'altro atrofizzato), 1 verticillo dello stilo). I fiori sono colorati da rosso a rosa con sfumature bianche (specialmente quelli posti alla base dell'infiorescenza). Dimensione dei fiori: 5 – 10 mm.
- Formula fiorale: per queste piante viene indicata la seguente formula fiorale:

X, P 3+3, [A 1, G (3)], infero, capsula
- Perigonio: il perigonio è composto da 2 verticilli con 3 tepali (o segmenti) ciascuno (3 interni e 3 esterni). Tutti i segmenti sono molto simili tra di loro (a parte il labello) ed hanno una forma lanceolata con apice acuto. La disposizione di questi segmenti è patente e sporgenti obliquamente in avanti.
- Labello: il labello è intero e semplice (non diviso in due parti). Rispetto ad altre orchidee è più simile agli altri tepali, ma solamente un po' più grande a forma ovata e allargata. I margini basali sono rialzati quasi congiunti, si presenta quindi con delle fauci tubuliformi (nell'insieme il labello è panciuto). Sul retro è presente un piccolo sperone rigonfio.
- Ginostemio:  lo stame con le rispettive antere (in realtà si tratta di una sola antera fertile biloculare – a due logge) è concresciuto (o adnato) con lo stilo e lo stigma e forma una specie di organo colonnare chiamato "ginostemio"[5]. In questa specie quest'organo è molto corto, e il rostello sporge in avanti. Il polline è conglutinato in pollinii (o masse polliniche). Le masse polliniche sono collegate al retinacolo tramite una caudicola. Il retinacolo consiste in una ghiandola vischiosa sporgente e nuda (privo di borsicola).  L'ovario, sessile in posizione infera  è formato da tre carpelli fusi insieme[3], e non è contorto.
- Fioritura: da giugno ad agosto.

### Frutti
Il frutto è una capsula.  Al suo interno sono contenuti numerosi minutissimi semi piatti. Questi semi sono privi di endosperma e gli embrioni contenuti in essi sono poco differenziati in quanto formati da poche cellule. Queste piante vivono in stretta simbiosi con micorrize endotrofiche, questo significa che i semi possono svilupparsi solamente dopo essere infettati dalle spore di funghi micorrizici (infestazione di ife fungine). Questo meccanismo è necessario in quanto i semi da soli hanno poche sostanze di riserva per una germinazione in proprio.

## Biologia
La riproduzione di questa pianta può avvenire in due modi: 
- per via sessuata grazie all'impollinazione degli insetti pronubi; la germinazione dei semi è tuttavia condizionata dalla presenza di funghi specifici (i semi sono privi di albume – vedi sopra). La disseminazione è di tipo anemocora.
- per via vegetativa in quanto uno dei bulbi possiede la funzione vegetativa per cui può emettere gemme avventizie capaci di generare nuovi individui.
- Impollinazione: il labello di questa orchidea non è molto vistoso (come in altre orchidee) in quanto non ha una funzione attrattiva primaria per gli insetti impollinatori. Questi sono tipicamente delle farfalle che sono attratte di più dall'insieme dell'infiorescenza e dai suoi profumi. Inoltre il labello essendo specializzato per le farfalle non è resupinato (ruotato di 180°) per facilitare l'accesso al nettario contenuto nello sperone ad altri insetti con proboscide più grande[7].

## Distribuzione e habitat
- Geoelemento: il tipo corologico (area di origine) è Est-Alpico / Appenninico. Si può considerare un sub-endemismo alpino-appenninico.
- Diffusione: In Italia questa sottospecie si può trovare nella provincia autonoma di Bolzano al confine con l'Austria, nelle Dolomiti Bellunesi (Veneto) e negli Appennini nella riserva naturale protetta delle montagne del Morrone inserita nel Parco nazionale della Majella (oltre che in altre zone dalla Marche al Molise).
- Habitat: l'habitat tipico di questa pianta sono le praterie rase subalpine e alpine, ma anche zone semi-rocciose. Il substrato preferito calcareo con pH basico, bassi valori nutrizionali del terreno che deve essere mediamente secco.
- Diffusione altitudinale: sui rilievi queste piante si possono trovare da 1800 fino a 2200 m s.l.m.; frequentano quindi i seguenti piani vegetazionali: montano e subalpino.

### Fitosociologia
Dal punto di vista fitosociologico Gymnadenia widderi appartiene alla seguente comunità vegetale:
Formazione: delle comunità delle praterie rase dei piani subalpino e alpino con dominanza di emicriptofite
Classe: Elyno-Seslerietea variae
Ordine: Seslerietalia variae
Alleanza: Seslerienion variae

## Tassonomia
In passato questa pianta veniva attribuita al genere Nigritella.

### Sinonimi
- Nigritella widderi Teppner & E.Klein, 1985 (Bas.)
- Nigritella rubra subsp. widderii (Teppner & E.Klein) H.Baumann & R.Lorenz, 2005

### Specie simili
Tutte le specie del genere Gymnadenia sono molto simili tra di loro, facilmente si ibridano creando individui intermedi di difficile separazione, inoltre sono delle piante molto variabili (alcune sono tetraploidi). Qui di seguito elenchiamo alcune di queste specie e sottospecie:
- Gymnadenia rubra Wettst. - nigritella rossa: (è la specie nominale) l'infiorescenza è più allungata; il colore dei fiori è più decisamente rosso-rubino; la parte basale del labello è meno panciuta.
- Gymnadenia buschmanniae (Teppner & Ster) Teppner & E.Klein - nigritella di Adolfine Buschmann: ha una struttura più robusta, mentre le brattee dell'infiorescenza presentano dei margini biancastri e denticolati.
- Gymnadenia corneliana (Beauverd) Teppner & E.Klein – nigritella di Cornelia Rudio: l'infiorescenza è più simile alla Nigritella rubra ma con una colorazione più chiara (quasi rosato-biancastra); la base del fusto è inoltre ricca di foglie (fino a 18 contro le 6 – 10 della rubra).
- Gymnadenia lithopolitanica (Ravnik) Teppner & E.Klein – nigritella delle Alpi di Kamnik: si trova in Slovenia e nei Länder austriaci della Stiria e della Carinzia; ha una colorazione più chiara e l'infiorescenza è più globosa.
- Gymnadenia archiducis-joannis (Teppner & E.Klein) Teppner & E.Klein – nigritella dell'Arciduca Giovanni: si trova solo nella Stiria; l'infiorescenza è più rosata e i fiori sono meno aperti.
- Gymnadenia stiriaca (Rech.) Teppner & E.Klein - nigritella della Stiria: si trova nei Länder austriaci della Stiria, Salisburgo e Vienna; l'infiorescenza e ha una forma più conica; i fiori sono più piccoli (5 – 7 mm) e i tepali più stretti.

## Conservazione
Come tutte le orchidee è una specie protetta e quindi ne è vietata la raccolta e il commercio ai sensi della Convenzione sul commercio internazionale delle specie minacciate di estinzione (CITES).